# Адама Боджанг
Адама Боджанг (англ. Adama Bojang; нар. 28 травня 2004) — гамбійський футболіст, нападник французького клубу «Реймс» і збірної Гамбії.

## Клубна кар'єра

### «Реймс»
Вихованець клубу «Стів Біко». 6 серпня 2023 року підписав п'ятирічний контракт з французьким «Реймсом». 2 вересня 2023 року дебютував за резервну команду в поєдинку Насьйоналя 3 проти «Бельфора», відзначившись чотирма забитими м'ячами. 26 листопада 2023 року дебютував в основному складі «Реймса» в матчі Ліги 1 проти «Ренна», вийшовши на заміну Мохамеду Дарамі.

#### Оренда в «Грассгоппер»
7 вересня 2024 року відправився в сезонну оренду в швейцарський «Грассгоппер». 28 вересня в матчі швейцарської Суперліги проти «Янг Бойз» дебютував за нову команду, вийшовши на заміну Лі Йон Чжуну. 22 лютого 2025 року в поєдинку проти «Лозанни» забив свої перші голі за «Грассгоппер», зробивши дубль. 6 квітня в матчі Суперліги проти «Люцерна» оформив хет-трик.

## Кар'єра в збірній
В лютому 2023 року в складі збірної Гамбії до 20 років потрапив в заявку на молодіжний Кубок афариканських націй, що проходив в Єгипті. На турнірі провів усі 6 матчів, відзначившись хет-триком проти збірної Південного Судану та голом проти збірної Нігерії, а його команда дійшла до фіналу, де поступилась сенегальцям. Окрім цього увійшов до символічної збірної турніру. В травні 2023 року виступав на молодіжному чемпіонаті світу в Аргентині. На турнірі провів 4 поєдинки, відзначившись дублем проти збірної Гондурасу, а його команда вибула у чвертьфіналі, поступившись уругвайцям.
У травні 2024 року вперше викликаний до збірної Гамбії головним тренером Джонні Маккінстрі для участі в матчах відбіркового турніру до чемпіонату світу 2026 проти збірних Сейшельських Островів та Габону. 11 червня 2024 року в поєдинку з Габоном дебютував за збірну Гамбії, вийшовши на заміну Аласані Манне.

## Статистика виступів

### Клубна статистика
Станом на 10 серпня 2025 
| Клуб              | Сезон             | Чемпіонат         | Чемпіонат | Чемпіонат | Кубок | Кубок | Єврокубки | Єврокубки | Інші  | Інші | Всього | Всього |
| Клуб              | Сезон             | Дивізіон          | Матчі     | Голи      | Матчі | Голи  | Матчі     | Голи      | Матчі | Голи | Матчі  | Голи   |
| ----------------- | ----------------- | ----------------- | --------- | --------- | ----- | ----- | --------- | --------- | ----- | ---- | ------ | ------ |
| Реймс Б           | 2023–24           | Насьйональ 3      | 8         | 8         | —     | —     | —         | —         | —     | —    | 8      | 8      |
| Реймс             | 2023–24           | Ліга 1            | 9         | 0         | 2     | 0     | —         | —         | —     | —    | 11     | 0      |
| Реймс             | 2025–26           | Ліга 2            | 1         | 0         | 0     | 0     | —         | —         | —     | —    | 1      | 0      |
| Реймс             | Всього за кар'єру | Всього за кар'єру | 10        | 0         | 2     | 0     | 0         | 0         | 0     | 0    | 12     | 0      |
| → Грассгоппер     | 2024–25           | Суперліга         | 25        | 6         | 1     | 0     | —         | —         | —     | —    | 26     | 6      |
| Всього за кар'єру | Всього за кар'єру | Всього за кар'єру | 43        | 14        | 3     | 0     | 0         | 0         | 0     | 0    | 46     | 14     |

### Міжнародна статистика
Станом на 11 червня 2024 
| Збірна            | Сезон             | Товариські | Товариські | Офіційні | Офіційні | Всього | Всього |
| Збірна            | Сезон             | Матчі      | Голи       | Матчі    | Голи     | Матчі  | Голи   |
| ----------------- | ----------------- | ---------- | ---------- | -------- | -------- | ------ | ------ |
| Гамбія            |                   |            |            |          |          |        |        |
| 2024              | 0                 | 0          | 1          | 0        | 1        | 0      |        |
| Всього за кар'єру | Всього за кар'єру | 0          | 0          | 1        | 0        | 1      | 0      |

### Матчі за збірну
Станом на 11 червня 2024 
| Матчі Адами Боджанга за збірну Гамбії | Матчі Адами Боджанга за збірну Гамбії | Матчі Адами Боджанга за збірну Гамбії | Матчі Адами Боджанга за збірну Гамбії | Матчі Адами Боджанга за збірну Гамбії | Матчі Адами Боджанга за збірну Гамбії | Матчі Адами Боджанга за збірну Гамбії | Матчі Адами Боджанга за збірну Гамбії |
| №                                     | Дата                                  | Суперник                              | Рахунок                               | Голи                                  | Картки                                | Хвилини                               | Змагання                              |
| ------------------------------------- | ------------------------------------- | ------------------------------------- | ------------------------------------- | ------------------------------------- | ------------------------------------- | ------------------------------------- | ------------------------------------- |
| 1                                     | 11 червня 2024                        | Габон                                 | 2–3                                   |                                       |                                       | 7'                                    | Відбіркові матчі ЧС-2026              |

Всього: 1 матч / 0 голів; 0 перемог, 0 нічиїх, 1 поразка.

## Досягнення
Особисті
- Символічна збірна молодіжного Кубка африканських націй: 2023[25]